# Tatort: Glaube, Liebe, Tod
Glaube, Liebe, Tod ist ein Fernsehfilm aus der Tatort-Krimireihe. Es ist der 23. Fall des Wiener Chefinspektors Moritz Eisner, gespielt von Harald Krassnitzer. Der vom ORF produzierte Beitrag wurde am 29. August 2010 im Ersten zum ersten Mal gesendet.
Eisner ermittelt in einen Mordfall, der offensichtlich mit dem Wirken einer Sekte zusammenhängt, die sich nicht nur in das Vertrauen der Staatsanwaltschaft einschleicht, sondern auch vor Eisners Tochter nicht Halt macht.

## Handlung
Bei einem Autounfall mit Fahrerflucht auf einer Landstraße wird ein Mann verletzt. Bei der Untersuchung des Unfalls und auf der Suche nach Zeugen sieht sich der Leiter der Unfallabteilung, Karl Bindmayer, in einem Haus um. Dort findet er die 23-jährige Studentin Anna Kaber ermordet am Boden liegend. Er ruft Eisner zum Tatort. Die Tote trägt einen auffälligen Halsschmuck. Es sieht so aus, als ob sie in dem Haus, das sich noch im Rohbau befindet, eingesperrt worden war. Das würde auf eine Entführung hindeuten, jedoch sind die Eltern nicht vermögend. Eisner erfährt von ihnen, dass Anna sich einer Sekte angeschlossen hatte. Dadurch hat sie sich von ihnen losgesagt und ist in eine Wohngemeinschaft der Sekte gezogen. Diese Organisation namens „Epitarsis“, agiert international und wird von Katharina Leupold kühl und bestimmend geführt.
Eisner sucht die Frau auf und erfährt, dass sie über Annas Tod bereits von deren Vater informiert wurde. Er befragt die einzelnen Mitglieder der „Glaubensgemeinschaft“ und hört, dass Anna seit zehn Tagen verschwunden war. Die angebliche Kooperationsbereitschaft der Organisationsmitglieder ist jedoch nur eine Hinhalte- und Verschleierungstaktik, sodass Eisner auf der Stelle tritt und bei seinen Ermittlungen nicht weiterkommt. Zudem beschwert sich Katharina Leupold umgehend beim Polizeichef, Ernst Rauter, über Eisners angeblich rüdes Auftreten.
Das Haus, in dem Anna gefunden wurde, gehört ihrem Vater. Als Eisner ihn darauf anspricht, stellt sich heraus, dass der Vater seine Tochter dort vor der Sekte hat in Sicherheit bringen wollen. Er hatte sie davon überzeugen können, freiwillig mit Maria Levin zu sprechen, die sich mit ihrer „Arbeitsgemeinschaft Sekten und Kulte“ dem Kampf gegen solche Organisationen widmet. Mit psychologisch fundierten Gesprächen wollte sie Anna zum Verlassen der Gruppe bewegen.
Inzwischen nehmen Mitglieder der „Epitarsis“ Kontakt zu Eisners Tochter auf und locken sie in ihre Zentrale. Als sich Annas Vater aus Schuldgefühlen erhängt hat, ist das für Eisner ein Grund, nun massiv gegen „Epitarsis“ einzuschreiten. Er taucht zu einer Hausdurchsuchung der „Glaubensgemeinschaft“ auf, wird aber jäh gestoppt, da dem Polizeipräsidenten Fotos von Claudias Besuch bei „Epitarsis“ zugespielt wurden. So sieht alles nach einem privaten Rachefeldzug aus. Eisner ist stocksauer und zugleich wütend darüber, wie raffiniert da die Fäden im Hintergrund gesponnen wurden, um seine Arbeit zu torpedieren.
Im letzten Video, das sie von den Gesprächen mit Anna gemacht hatte, entdeckt Maria Levin einen Hinweis auf den Täter. Sie will das Band an Eisner schicken, aber der Mörder ist schneller: Maria Levin wird, wie zuvor bereits Anna, erwürgt. Ihr letzter Anruf auf dem Handy führt zur Wohngemeinschaft der „Epitarsis“-Mitglieder.
Eisner sieht sich dort um und findet ein Foto von Sophie, Maria Levins Tochter, die sich schon vor Jahren von ihrer Mutter losgesagt hatte. Er kann sie ausfindig machen und verhaften. Sie gibt beide Morde zu, da sie – absolut unter dem Sekteneinfluss stehend – die Gemeinschaft vor einem großen Unglück bewahren wollte. Sowohl Anna, als auch ihre Mutter wollten die Organisation verraten – das konnte sie nicht zulassen.

## Hintergrund
Die Dreharbeiten erfolgten in Zusammenarbeit mit Allegro Film in Wien und Niederösterreich.

## Rezeption

### Einschaltquoten
8,11 Millionen Zuschauer sahen die Folge Glaube, Liebe, Tod in Deutschland bei ihrer Erstausstrahlung am 29. August 2010, was einem Marktanteil von 23,40 % entsprach. Beim Tatortblog erreicht die Episode Platz 422 von 906 möglichen.

### Kritiken
Carsten Heidböhmer von Stern.de schreibt über diesen Tatort: es ist „ein spannender Krimi, doch mit kleinen Schwächen.“ Lobende Worte findet Heidböhmer für die Inszenierung. „Auf der Bildebene spielt der Film geschickt mit dem Kontrast zwischen der kühlen Glasarchitektur der rein auf Erfolg orientierten Sektenzentrale und der gemütlichen Altbauwohnung, in der Moritz Eisner mit seiner Tochter wohnt.“ Zudem demonstriert dieser Tatort „geschickt die perfiden Mechanismen, mit denen solche Psychosekten Menschen einfangen, gefügig machen und unterdrücken.“
Ebenfalls positive Kritik kommt von faz.net. Oliver Jungen schreibt über diesen „großartigen Tatort aus Wien“, dass gerade Moritz Eisner (Harald Krassnitzer) „ob seiner zurückgenommenen Art und wohltuenden Seriosität unter allen „Tatort“-Koryphäen der Richtige [ist] für diesen Fall. Die Vermünsterung der Reihe scheint bis nach Wien noch nicht vorgedrungen: Nicht eine Minute läppischen Klamauk hat man in dieser exzellenten Folge zu ertragen.“ Ebenso empfindet der Kritiker als sehr wohltuend, dass hier keine actionreiche „Autojagd die Logik ab[hängt], sondern [der Film] seine Kraft aus einer konzentrierten Langsamkeit [bezieht]: all das [ist] mehr als ungewöhnlich im deutschsprachigen Fernsehkrimigenre.“

„Moritz Eisner mal wieder im Kampf gegen finstere Elemente. Doch so sehr die Sekten-Gurus den Ösi-Kommissar auch reizen, so sehr sie ihn an den Rand der Verzweiflung treiben – „Glaube, Liebe, Tod“ wird nie überlaut, sondern behält seinen konzentrierten Krassnitzer-liken Grübelkrimi-Touch bei. Gelungenes Krimi-Drama auf den Spuren von Scientology.“

Weniger positiv sieht Christian Sieben bei rp-online.de diesen Tatort. Er empfindet es als „90 Minuten Krimi, die derart nach Schema F ablaufen, dass man zwischenzeitlich eine Genre-Parodie vermutete.“ Auch das Finale kommt für ihn nicht allzu unerwartet, denn „dass am Ende eine verblendete ‚Epitarsis‘-Jüngerin die Mörderin war, überraschte niemanden. Und natürlich konnte Eisner die eiskalte Sektenchefin nicht hinter Gitter bringen. Damit war zu rechnen.“ „Dass man von einem Krimi nicht das analytische Niveau beispielsweise des Scientology-Dramas ‚Bis nichts mehr bleibt‘ erwarten darf, liegt auf der Hand. Ein ‚Tatort‘ sollte dennoch überraschender, packender sein. Dabei bringen die Hauptdarsteller eigentlich alles mit. Harald Krassnitzer und Sarah Tkotsch spielen glaubwürdig und liebenswert eine etwas andere Vater-Tochter-Beziehung. Und Kommissar Eisner darf immer wieder durchaus coole Dinge sagen. ‚I bi Beamter, ka Erlöser‘, raunte er am Ende der Mörderin zu. Leise Eisner-Coolness eben. Bleibt nur zu hoffen, dass der nächste Fall des Sonderermittlers etwas einfallsreicher daherkommt.“